# 沈大铁路
沈大铁路自辽宁省沈阳至大连，全长399公里。该线路历史可追朔至1903年建成的东清铁路南满洲支线，曾为长春——大连长大铁路的一部分，2006年12月31日长大铁路以沈阳北站一分为二：沈阳北至长春段和长滨铁路、秦沈客运专线和京秦铁路合并为京哈线，而沈阳北站以南至大连区间则更名为沈大线。沈大铁路连接中国东北腹地和大连港，是东北铁路网最繁忙的主干线。
沈阳至大连区间曾开行“辽东半岛号”列车。该列车最早开行于1988年8月5日，成为当时沈大间最快的旅客列车，为沈阳铁路局的象征之一。1994年7月1日起，中国铁路实施第一次大提速，“辽东半岛号”实现了时速100公里的旅行速度，沈大间400公里的路程耗时整4小时。哈大高铁开通后，“辽东半岛号”列车于2012年12月21日停运，直至2017年下半年曾以临客的行驶回归。沈阳和大连间还曾经开行过DJF3“長白山號”電力動車組担当的城际列车。该列车最初于2007年2月1日首发，时速可达150千米以上，沈大间用时2小时28分。2007年4月18日“第六次大提速”后增开2对。2008年9月12日，1组“长白山号”车底在运行中发生故障，随后该型号列车逐渐退出运营。
2009年7月8日，大连—北京Z81/80、Z79/82次列车开行，是沈大铁路开行的首班直达特快列车。

## 与其它铁路的连接
- 沈阳北站：京哈线、沈吉线
- 沈阳站：沈山线、皇姑屯线
- 苏家屯站：沈抚城际铁路、沈丹线
- 辽阳站：辽溪线
- 海城站：海岫线
- 唐王山站：沟海线
- 大石桥站：营口线
- 沙岗站：沙鲅线
- 田家站：田五线
- 金州站：金庄线、金窑线
- 大连北站：哈大客运专线
- 南关岭站：南甘线
- 周水子站：旅顺线
- 沙河口站：大连东线

## 使用車輛
- 和谐3B型电力机车
- 和谐3C型电力机车
- 和谐3D型电力机车
- 东风7G型柴油机车
- 东风11型内燃机车
- 东风4D型柴油机车
- ND5型柴油机车
- 韶山9型电力机车
- 韶山9G型电力机车